# Stena Superfast VIII (паром)
Stena Superfast VIII (до августа 2011 года Superfast VIII) — скоростной паром эстонской компании Tallink, построен в 2001 г. на верфи Howaltswerke-Deutsche Werft AG в Киле в Германии, как и судно-близнец Stena Superfast VII, для компании Superfast Ferries, продан нынешнему владельцу в 2006 г. и работал на линии Хельсинки — Росток под эстонским флагом, с ноября 2011 года между портами Великобритании на линии Белфаст-Cairnryan под британским торговым флагом.

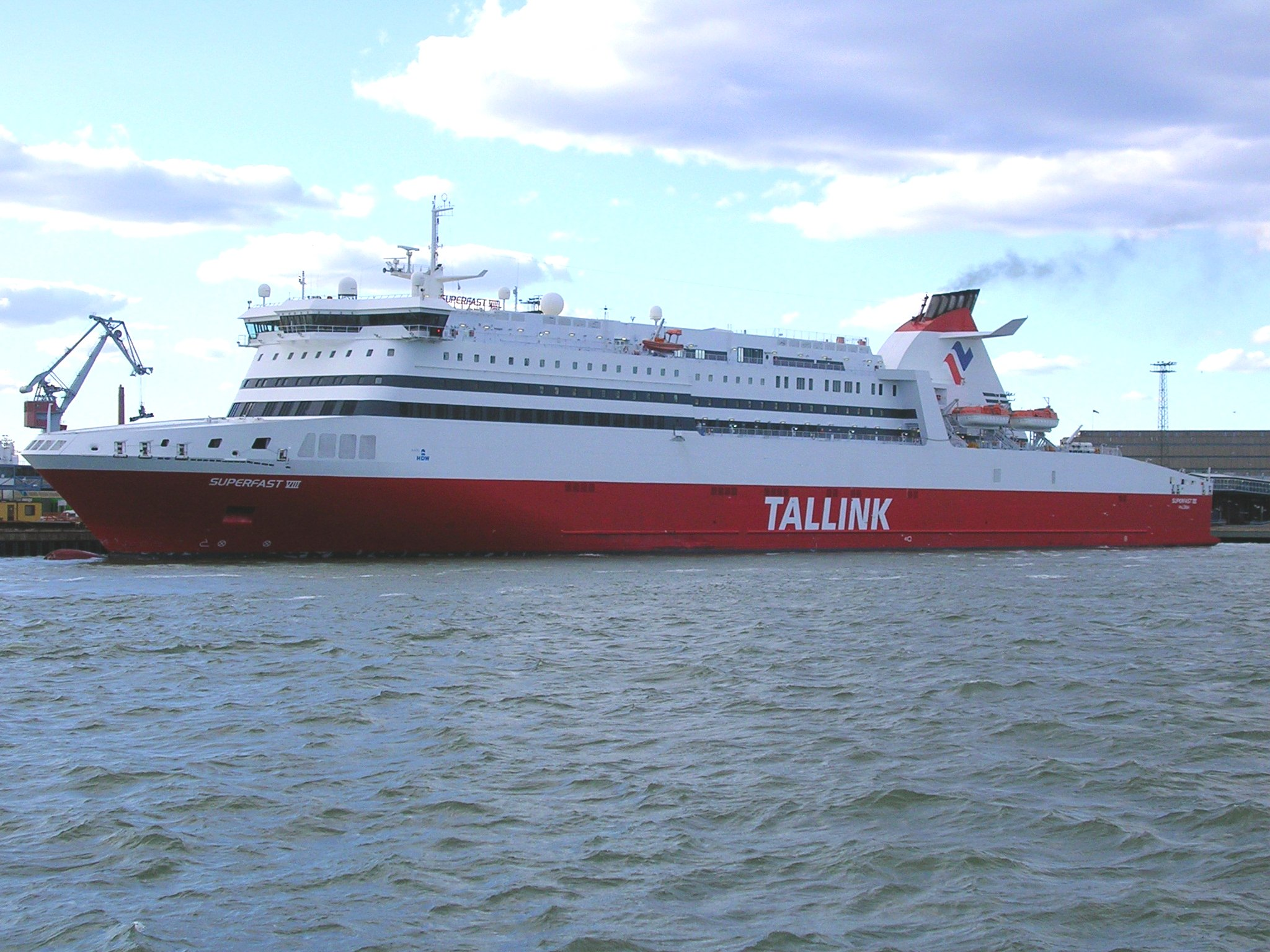
Superfast VIII в Лянсисатама (Западный порт Хельсинки)